# مظفری (کوار)
شهر مظفری، شهری از توابع بخش مرکزی شهرستان کوار استان فارس ایران است.
در این شهر مردم اکثرا به کشاورزی یا رانندگی مشغول هستند. 
همچنین کارخانه ذوب اهن پاسارگاد در اراضی این شهربنا شده و کارکنان زیاد و موثری از این شهر به خدمت دارد.
این شهر با داشتن حداقل ۸۰۰کامیون و راننده نقش مهم و پررنگی در حمل و نقل کشور دارد.
قصرقباد

## جمعیت
براساس سرشماری عمومی نفوس و مسکن در سال ۱۳۹۵، جمعیت شهر مظفری برابر با 7033نفر (3024 خانوار) بوده‌است.